# Mie Uehara
Mie Uehara –en japonés, 上原三枝, Uehara Mie– (Suwa, 1 de julio de 1971) es una deportista japonesa que compitió en patinaje de velocidad sobre hielo. Ganó una medalla de bronce en el Campeonato Mundial de Patinaje de Velocidad sobre Hielo de 1996.

## Palmarés internacional
| Campeonato Mundial | Campeonato Mundial | Campeonato Mundial | Campeonato Mundial    |
| Año                | Lugar              | Medalla            | Prueba                |
| ------------------ | ------------------ | ------------------ | --------------------- |
| 1996               | Inzell (Alemania)  | Medalla de bronce  | Clasificación general |